# サン・ロレンツォ大聖堂 (ミラノ)
サン・ロレンツォ・マッジョーレ大聖堂は、ミラノのナヴィリオ地区（運河地区）にある、何世紀もの間改築を繰り返してきた、カトリック教会に於ける重要建築物である。また中世に建てられたティチネーゼ門に接する位置にあり、ミラノに於ける最古の教会の一つである。

## 歴史
大聖堂は4世紀末から5世紀初頭に建築されている。ただ、建築依頼者や創設にまつわる状況が不明であると同様に、正確な日付等、詳細は不明である。
ただ、当時この大聖堂の大きさが、円形建築の設計としては西ヨーロッパ最大であった事、また、ミラノがランゴバルド族の統治下にあった当時、西暦590年以降よりこの聖堂がカトリック殉教者である聖ラウレンティウスに献呈されているという記録が残っている事は確かであるとされている。
この時代は、ミラノやイタリア全体にとって衰退の時代であった。にもかかわらず、サン・ロレンツォ聖堂は、その当時ミラノで最も高台に建てられていた教会であった事もあり、カトリック信者にとって意味のある「オリーブの丘」と「枝の主日」を象徴する存在として、市民にとっては常に重要な聖堂であった。11世紀と12世紀には幾度もの火災、地震といった天災に見舞われた。特に、1071年の大火災では内装が破壊され聖堂は多大な被害を被り、また度重なる地震により聖堂全体が不安定になり、12世紀と13世紀には聖堂を新たなに修復をせざるを得なくなった。
中世の時代に入り、特に1154年のフリードリヒ1世_(神聖ローマ皇帝) （通称バルバロッサ：赤ひげ）のミラノ攻撃によるの破壊後には、当聖堂はミラノに於けるローマ建築遺産の象徴であった。特に、ルネサンス時代には古典研究学者による消滅した伝統的な教会建築法の模範となる場所となり、ブラマンテ、レオナルド・ダ・ヴィンチ、ジュリアーノ・ダ・サンガッロ等によって学ばれる事となる。その事は、この時代の数々の絵画に引用されていることによって見受けられる。
1573年6月5日には突然ドーム部分が崩壊したが、幸い被害者はいなかった。修復は、崩壊直後に始まり1619年に完了した。
1830年代オーストリア政府はヴェトラ周辺域（聖堂裏側の現公園地）の再評価をした。その当時聖堂に隣接して建てられていた家々、皮なめし職人の住居等は除去された。また、この地域を通っていたヴェトラ運河は覆われ、又、当時そこで行われていた死刑も廃止された。1944-1945年の第二次世界大戦中の爆撃後、破壊された家々は再建される事はなく（サン・エウストルジョ大聖堂と共に）二大聖堂の公園が作られ、それにより大聖堂の素晴らしい全景が見えるようになった。1934年には中庭に建てられていた家々も除去され、大聖堂前は広場となった。

## 詳細
聖堂は、おそらく不安定で湿地である地勢の為、人工的に作られた丘の上に建てられた。当時はミラノの町の周囲を囲む壁がドゥオモを中心にした円で町が囲まれていたが、この聖堂の土台にある丘はその壁の側にあった。ミラノの町へ入る主要道路であるティチネーゼ通りに沿ってあり、また聖堂は、聖堂建設の一部に資材を調達したとも思われているローマ帝国宮殿やローマの円形劇場にも近い場所であった。また、聖堂全体はいくつもの水路に囲まれており、それらは（ミラノ中の水路の出口である）ヴェッタッビア水路で合流し、現在もなおミラノ南部の農村地帯へ水を流している。

## パイプオルガン
聖堂には、ピエトロ・ベルナスコーニ作のパイプオルガンがある。彼はフェリーチェ・ボッシによって1840年代に作られたパイプオルガンの部品を再利用させながら作った。またそのオルガン自体も、おそらくもともとコンカにあるサン・ジョヴァンニ教会にあったであろうパイプオルガンを当聖堂へ持ち運び1820年代アントニオ・ブルネッリによって修復されたものであると考えられている。